# ジャングロ
ジャングロ（欧字名:Jean Gros、2019年3月2日 - ）は、アメリカ生産、日本調教の競走馬。2022年のニュージーランドトロフィーの勝ち馬である。
馬名の意味は、JRAの競走馬情報には「人名より」と登録されているが、実際には高級ワイン、ドメーヌ・ジャン・グロが由来である。藤田は自身のInstagramで「今年の2歳は全員ワインの名前になっている。勝利に備えてドーヴネやジャン・グロのワインを確保しようとしたら希少すぎて全然手に入らず、もっとポピュラーなワイン名にすればよかったと少し後悔している」と投稿している。

## デビュー前
2019年3月2日、アメリカ合衆国にて誕生。父は2000年にキングズビショップステークスを勝ったモアザンレディ。母の父は1986年にウッドメモリアルステークスなどG1を4勝したブロードブラッシュである。全兄に2016年の米G2ウッディスティーヴンスステークスなど重賞3勝を挙げたTom's Readyがいる。

## 戦績

### 2歳（2021年）
8月22日、小倉競馬場芝1200mにて武豊鞍上でデビュー。3枠4番からのスタート。道中先頭集団でレースを進めるが3着に終わった。
次走は1週間後の8月29日の未勝利戦。浜中俊に乗り替わり、コースも芝からダートに変更。二番手でレースを運んだが2馬身離されて2着。
3戦目は、2か月の休養を取り10月24日の未勝利戦。舞台が阪神に替わり、武が再び騎乗、コースも芝に戻し、距離も伸ばした。このレースからハナを取る走方になった。4コーナーでママコチャに先頭を取られまたもや2着。
4戦目は、前走から3週あけて出走。鞍上は引き続き武豊。単勝オッズ1.8倍と高い人気を集め4戦目にして初勝利を飾った。レースは、逃げ切り勝ちで2着とは3馬身1/2差であった。
中1週空けて5戦目、1勝クラスのベゴニア賞に出走。距離は1600mに延長し、疲れもあるのか6着で終わった。
6戦目は、前走から2週空けオープン特別の中京2歳ステークスに出走。単勝オッズは3.6倍の2番人気に推された。初勝利と同じく逃げ切り勝ち。2着のウインマーベルとは3馬身1/2差で走破タイムの1:08.4は2016年にショウナンマッシブが記録したタイムを0.1秒縮めるレコード勝ちだった。

### 3歳（2022年）
7戦目は、2月27日のマーガレットSに1番人気支持されて出走。逃げ馬が多くスタートから激しい先行争いの中、5走ぶりに控える形に追走。直線で好位からスパートをかけ、1馬身半差つけて連勝。
8戦目、初重賞競走にNHKマイルカップのトライアル競走であるニュージーランドトロフィーが選ばれた。人気はシンザン記念で勝利を挙げたマテンロウオリオン、3歳1勝クラス勝利のティーガーデンに続いて3番人気で出走。また、2戦目となるマイル戦となった。好スタートでハナを奪うと、最終直線でマテンロウオリオンが迫って叩き合いになるも見事3連勝で重賞制覇を飾った。馬主藤田晋にとっても初重賞制覇となった。レース後のインタビューで武は、「一旦マテンロウオリオンに出られましたが、差し返しました。」と勝負強さを語った。
9戦目は、5月8日のNHKマイルカップに出走。東京ということもあり距離が不安視される中、スタートでゲートにぶつかり出遅れ最後方からの競馬となった。道中位置を上げずに直線に入ると外に持ち出し、上がり二位タイの33.8秒の脚で追い込むも0.6秒差の7着に敗れた。
9月7日、スプリンターズステークスの前哨戦、セントウルステークスに出走予定だったが、左前脚の捻挫により出走回避した。

### 4歳（2023年）
年が明け1月4日に再入厩した後は、主にプール調教を中心として調整を進めた。当初は目標が定まっていなかったが、7月30日のアイビスサマーダッシュが復帰戦に決定、実に1年3カ月ぶりの出走となった。本番では新たに戸崎圭太騎手を鞍上に迎え出走。真ん中3枠から先団に取り付いたが、そのまま弾けずシンシティとの同着6着となった。レース後、森秀行調教師は「隣の２頭がゲート内で悪く、あおられて、出がもうひとつになってしまった。もう少しゲートを出れていれば、最後まで踏ん張れたと思うが、長期休養明けのなかよく頑張ってくれた」とコメントした。
アイビスサマーダッシュ後は在厩で調整を進め、鞍上を武豊に戻してセントウルSに出走。本番はゲートで若干の出負けや、外から切れ込んできたテイエムスパーダ、ボンボヤージらの影響を受けた結果位置が下がり、中団前目の内で足をためながらの追走となった。直線では中ほどまで前が開かずに追い出しが遅れ、6着入線となった。レース後武は、「(スタートを)出たらハナを狙っていたけど1歩目が速くなかった。それでも道中の感じは悪くなかった。直線は伸びそうだったがスパッと切れなかった」とコメントした。
その後はスプリンターズステークスへ出走すべく調整を続けていたものの除外となり、翌週のオパールステークスに目標を切り替え、出走した。レースでは大外から三番手につけ、リズムよくレースを進めた。直線に入るといったんは先頭に並びかけたが、残り100メートルを過ぎたあたりから急激に失速し、キャリア初の二桁着順となる14着に大敗した。

## 競走成績
以下の内容は、JBISサーチおよびnetkeiba.comに基づく。
| 競走日     | 競馬場 | 競走名        | 格   | 距離（馬場）  | 頭 数 | 枠 番 | 馬 番 | オッズ （人気） | 着順 | タイム （上がり3F） | 着差 | 騎手      | 斤量 [kg] | 1着馬（2着馬）         | 馬体重 [kg] |
| ---------- | ------ | ------------- | ---- | ------------- | ----- | ----- | ----- | --------------- | ---- | ------------------- | ---- | --------- | --------- | ---------------------- | ----------- |
| 2021.08.22 | 小倉   | 2歳新馬       |      | 芝1200m（稍） | 14    | 3     | 4     | 006.30（3人）   | 03着 | R1:10.1（35.3）     | -0.3 | 0武豊     | 54        | タイセイブリリオ       | 452         |
| 0000.08.29 | 小倉   | 2歳未勝利     |      | ダ1000m（良） | 9     | 8     | 9     | 003.50（2人）   | 02着 | 0059.3（36.6）      | -0.4 | 0浜中俊   | 54        | ケイティソルジャー     | 446         |
| 0000.10.24 | 阪神   | 2歳未勝利     |      | 芝1400m（良） | 16    | 3     | 6     | 007.20（3人）   | 02着 | R1:21.3（35.4）     | -0.4 | 0武豊     | 55        | ママコチャ             | 448         |
| 0000.11.13 | 阪神   | 2歳未勝利     |      | 芝1400m（良） | 16    | 1     | 2     | 001.80（1人）   | 01着 | R1:22.2（36.4）     | -0.6 | 0武豊     | 55        | （パーサヴィアランス） | 454         |
| 0000.11.28 | 東京   | ベゴニア賞    | 1勝  | 芝1600m（良） | 8     | 4     | 4     | 012.70（6人）   | 06着 | R1:34.9（34.8）     | -0.2 | 0武豊     | 55        | レッドラディエンス     | 458         |
| 0000.12.18 | 中京   | 中京2歳S      | OP   | 芝1200m（良） | 9     | 7     | 7     | 003.60（2人）   | 01着 | R1:08.4（34.7）     | -0.6 | 0武豊     | 55        | （ウインマーベル）     | 454         |
| 2022.02.27 | 阪神   | マーガレットS | L    | 芝1200m（良） | 13    | 5     | 7     | 002.80（1人）   | 01着 | R1:08.0（34.4）     | -0.2 | 0武豊     | 56        | （ショウナンマッハ）   | 464         |
| 0000.04.09 | 中山   | NZT           | GII  | 芝1600m（良） | 11    | 6     | 6     | 007.00（3人）   | 01着 | R1:33.5（34.7）     | -0.0 | 0武豊     | 56        | （マテンロウオリオン） | 460         |
| 0000.05.08 | 東京   | NHKマイルC    | GI   | 芝1600m（良） | 18    | 7     | 13    | 014.50（6人）   | 07着 | R1:32.9（33.8）     | -0.6 | 0武豊     | 57        | ダノンスコーピオン     | 464         |
| 2023.07.30 | 新潟   | アイビスSD    | GIII | 芝1000m（良） | 18    | 3     | 6     | 006.20（4人）   | 06着 | R0:55.5（33.3）     | -0.6 | 0戸崎圭太 | 58        | オールアットワンス     | 468         |
| 0000.09.10 | 阪神   | セントウルS   | GII  | 芝1200m（良） | 15    | 3     | 5     | 005.20（3人）   | 06着 | R1:07.6（33.5）     | -0.4 | 0武豊     | 57        | テイエムスパーダ       | 462         |
| 0000.10.08 | 京都   | オパールS     | L    | 芝1200m（良） | 18    | 8     | 17    | 006.50（3人）   | 14着 | R1:09.1（35.2）     | -1.0 | 0武豊     | 57.5      | メイショウゲンセン     | 470         |
| 2024.12.22 | 京都   | りんくうS     | OP   | ダ1200m（良） | 16    | 7     | 14    | 060.0（14人）   | 09着 | R1:12.9（37.6）     | -1.4 | 0団野大成 | 59        | ドンアミティエ         | 478         |
| 2025.02.02 | 京都   | シルクロードS | GIII | 芝1200m（稍） | 16    | 5     | 10    | 129.1（15人）   | 11着 | R1:09.2（34.6）     | -1.0 | 0中井裕二 | 57        | エイシンフェンサー     | 482         |
| 0000.02.22 | 京都   | 阪急杯        | GIII | 芝1400m（良） | 18    | 7     | 14    | 158.5（16人）   | 17着 | R1:22.9（35.9）     | -1.2 | 0横山典弘 | 57        | カンチェンジュンガ     | 482         |

- タイム欄のRはレコード勝ちを示す
- 競走成績は2025年2月22日現在

## 血統表
| ジャングロの血統                        | ジャングロの血統                                               | ジャングロの血統                                               | （血統表の出典）                                               | （血統表の出典） |
| 父系                                    | ヘイロー系                                                     | ヘイロー系                                                     | ヘイロー系                                                     | [ § 2 ]          |
| 父 More Than Ready 黒鹿毛 1997 アメリカ | 父の父*サザンヘイロー 鹿毛 1983                                | Halo                                                           | Hail to Reason                                                 | Hail to Reason   |
| 父 More Than Ready 黒鹿毛 1997 アメリカ | 父の父*サザンヘイロー 鹿毛 1983                                | Halo                                                           | Cosmah                                                         |                  |
| 父 More Than Ready 黒鹿毛 1997 アメリカ | 父の父*サザンヘイロー 鹿毛 1983                                | Northern Sea                                                   | Northern Dancer                                                | Northern Dancer  |
| 父 More Than Ready 黒鹿毛 1997 アメリカ | 父の父*サザンヘイロー 鹿毛 1983                                | Northern Sea                                                   | Sea Saga                                                       |                  |
| 父 More Than Ready 黒鹿毛 1997 アメリカ | 父の母Woodman's Girl 鹿毛 1990                                 | Woodman                                                        | Mr. Prospector                                                 | Mr. Prospector   |
| 父 More Than Ready 黒鹿毛 1997 アメリカ | 父の母Woodman's Girl 鹿毛 1990                                 | Woodman                                                        | *プレイメイト                                                  |                  |
| 父 More Than Ready 黒鹿毛 1997 アメリカ | 父の母Woodman's Girl 鹿毛 1990                                 | Becky Be Good                                                  | Naskra                                                         | Naskra           |
| 父 More Than Ready 黒鹿毛 1997 アメリカ | 父の母Woodman's Girl 鹿毛 1990                                 | Becky Be Good                                                  | Good Landing                                                   |                  |
| 母 Goodbye Stranger 鹿毛 2003 アメリカ  | 母の父Broad Brush 鹿毛 1983                                    | Ack Ack                                                        | Battle Joined                                                  | Battle Joined    |
| 母 Goodbye Stranger 鹿毛 2003 アメリカ  | 母の父Broad Brush 鹿毛 1983                                    | Ack Ack                                                        | Fast Turn                                                      |                  |
| 母 Goodbye Stranger 鹿毛 2003 アメリカ  | 母の父Broad Brush 鹿毛 1983                                    | Hay Patcher                                                    | Hoist the Flag                                                 | Hoist the Flag   |
| 母 Goodbye Stranger 鹿毛 2003 アメリカ  | 母の父Broad Brush 鹿毛 1983                                    | Hay Patcher                                                    | Turn to Talent                                                 |                  |
| 母 Goodbye Stranger 鹿毛 2003 アメリカ  | 母の母Prime Investor 黒鹿毛 1996                               | Deputy Minister                                                | Vice Regent                                                    | Vice Regent      |
| 母 Goodbye Stranger 鹿毛 2003 アメリカ  | 母の母Prime Investor 黒鹿毛 1996                               | Deputy Minister                                                | Mint Copy                                                      |                  |
| 母 Goodbye Stranger 鹿毛 2003 アメリカ  | 母の母Prime Investor 黒鹿毛 1996                               | Starushka                                                      | Sham                                                           | Sham             |
| 母 Goodbye Stranger 鹿毛 2003 アメリカ  | 母の母Prime Investor 黒鹿毛 1996                               | Starushka                                                      | What a Treat                                                   |                  |
| 母系(F-No.)                             | 8号族(FN:8-c)                                                  | 8号族(FN:8-c)                                                  | 8号族(FN:8-c)                                                  | [ § 3 ]          |
| 5代内の近親交配                         | Turn-to 5×5･5, Northern Dancer 4×5, Cherokee Rose、Sequoia 5×5 | Turn-to 5×5･5, Northern Dancer 4×5, Cherokee Rose、Sequoia 5×5 | Turn-to 5×5･5, Northern Dancer 4×5, Cherokee Rose、Sequoia 5×5 | [ § 4 ]          |
| 出典                                    | 1. 2. 3. 4.                                                    | 1. 2. 3. 4.                                                    | 1. 2. 3. 4.                                                    | 1. 2. 3. 4.      |

- 主な近親はレアパフューム#主要なファミリーラインを参照。